# O (musikalbum)
O är den irländske musikern Damien Rices första studioalbum. Albumet släpptes 2002 på Vector Recordings.

## Låtlista
Samtliga låtar skrivna av Damien Rice.
1. "Delicate" - 5:12
2. "Volcano" - 4:38
3. "The Blower's Daughter" - 4:44
4. "Cannonball" - 5:10
5. "Older Chests" - 4:46
6. "Amie" - 4:36
7. "Cheers Darlin'" - 5:50
8. "Cold Water" - 4:59
9. "I Remember" - 5:31
10. "Eskimo" - 16:01 (inklusive de dolda spåren "Prague" och "Silent Night")